# Vladimir Mikhailovich Myasishchev
Vladimir Mikhailovich Myasishchev (em russo:  Владимир Михайлович Мясищев) (28 de setembro de 1902 em Iefremov – 14 de outubro de 1978 em Moscou) foi um engenheiro aeronáutico soviético, Major-General de Engenharia (1944), Herói do Trabalho Socialist (1957), Doutor de Ciências Técnicas (1959) e Cientista Honrado da RSFS (1972).
Após sua graduação da Universidade Técnica Estatal Bauman de Moscou em 1926, Myasishchev trabalhou na Tupolev e tomou parte na construção de aeronaves como TB-1, TB-3 e ANT-20. Como assistente de Boris Lisunov, viajou para os Estados Unidos em 1937 para ajudar a traduzir os desenhos do Douglas DC-3 em preparação para a produção do Lisunov Li-2.
Em 1938, Myasishchev se tornou vítima de uma campanha de repressão. Enquanto confinado, trabalhou no Escritório nº 29 NKVD (ЦКБ-29 НКВД) em Moscou, sob a liderança de Vladimir Petlyakov, projetando o bombardeiro Pe-2. Em 1940, após ser solto, Myasishchev liderou um escritório (no mesmo prédio), trabalhando no bombardeiro de longo-alcance e alta-altitude DVB-102 (ДВБ-102). Em 1946-1951, Myasishchev era o gestor da faculdade e posteriormente do decano do Departamento de Projeto de Aeronaves no Instituto de Aviação de Moscou. Em 1956, tornou-se o projetista chefe. Em 1960-1967, foi apontado como líder do Instituto Hidro e Aerodinâmico Central. Em 1967-1978, manteve o posto de projetista chefe na Fábrica de Construção de Máquinas experimentais, que receberia seu nome a partir de 1981.
Myasishchev projetou diferentes modelos de aeronaves militares, incluindo o Pe-2B, Pe-2I, Pe-2M, DIS, DB-108, M-4, 3M e o M-50. Ele também trabalhou no avião cargueiro VM-T Atlant e no avião de alta altitude M-17 Stratosfera. Dentre os projetos de aeronaves de Myasishchev, O 3M e o M-4 atingiram dezenove recordes mundiais, e o M-17 atingindo vinte.
Myasishchev recebeu a estrela dourada de Herói do Trabalho Socialista (em 1957), três Ordens de Lenin (em 1945, 1957 e 1962), a Ordem de Suvorov II grau (em 1944), a Ordem da Revolução de Outubro (em 1971), dentre outras medalhas.